# Берніна (регіон)
Берніна (італ. Regione Bernina) — регіон у Швейцарії в кантоні Граубюнден.
Адміністративний центр — Поск'яво.

## Громади
У таблиці наведено список громад округу станом на 2022 рік, населення та площа станом на 2019 рік.

| Українська назва | Оригінальна назва | Код BFS | Населення | Площа |
| ---------------- | ----------------- | ------- | --------- | ----- |
| Брузіо           | Brusio            | 3551    | 1120      | 46,3  |
| Поск'яво         | Poschiavo         | 3561    | 3493      | 191,0 |